# بوني بيتشر
بوني بيتشر (بالإنجليزية: Bonnie Beecher)‏ هي مصممة إضاءة وممثلة أمريكية، ولدت في 1941 في مينيسوتا في الولايات المتحدة.

## وصلات خارجية
- بوني بيتشر على موقع IMDb (الإنجليزية)
- بوني بيتشر على موقع ديسكوغز (الإنجليزية)
- بوني بيتشر على موقع قاعدة بيانات الفيلم (الإنجليزية)